# Nom indonésien
En Indonésie, l'anthroponymie est déterminée par plusieurs facteurs. Ils sont principalement :
- le groupe ethnique ;
- la classe sociale ;
- la religion.

L'état civil indonésien se contente d'enregistrer le nom que les parents déclarent à la naissance de l'enfant.

## Bali
À Bali, le nom d'une personne comporte plusieurs éléments.
Le premier peut signaler la caste. La société balinaise en reconnaît quatre, adoptées de l'hindouisme :
- les sudra ;
- les wesa, c'est-à-dire vaishya ;
- les ksatria, c'est-à-dire kshatriya ;
- les brahmana, c'est-à-dire brahmanes.

Par exemple, « Ida Bagus » désigne un brahmane, « Anak Agung » est un titre royal indiquant un ksatria.
Le premier élément peut désigner le sexe : « Ni » pour les femmes, « I » pour les hommes.
Le deuxième élément est souvent un nom d'ordre de naissance :
- « Wayan » pour le premier né ;
- « Made » pour le second ;
- « Nyoman » pour le troisième ;
- « Ketut » pour le quatrième,

sachant que le cycle recommence avec le cinquième enfant, le neuvième etc.
Enfin, la dernière partie sera le nom propre à la personne, dont le choix est libre.

## Célèbes

### Pays minahasa
Les Minahasa de la province de Sulawesi du Nord sont protestants. Ils reçoivent donc un nom chrétien à la naissance. Celui-ci est suivi d'un patronyme. Les Minahasa ont en effet été « occidentalisés » dès le début du XIXe siècle, lorsque les missionnaires hollandais décident d'ouvrir des écoles pour donner une éducation à la population locale.

### Gorontalo
La population de cette province est musulmane. Les gens portent un nom personnel, en général arabe, suivi d'un patronyme.

## Java et le pays Sunda
Les noms traditionnels javanais et sundanais ont deux origines : indigène et sanscrite.
À la naissance de l'enfant, les parents lui donnaient un nom qui pouvait, soit traduire un souhait sur l'enfant, soit évoquer les circonstances de sa naissance, ou toute autre raison. Par exemple, le nom « Wage » pouvait être donné à un enfant né ce jour de la semaine javanaise de cinq jours appelée pasaran.
Ce nom pouvait être changé si un événement particulier, par exemple une maladie, survenait, exigeant un changement de l'identité de la personne.
Un événement qui impliquait plus systématiquement le changement du nom était l'accession à l'âge adulte, défini comme étant celui où la personne se mariait ou du moins, était censée se marier. Le nouveau nom s'appelait nama tua, c'est-à-dire « nom (de personne) âgé(e) ».
Un autre événement qui imposait le changement du nom était l'accession à une nouvelle position sociale. Ainsi, si une personne née de parents paysans devenait par exemple fonctionnaire, accédant par là à la classe des priyayi, elle devait prendre un nom conforme à cette nouvelle dignité. Ces noms priyayi étaient d'origine sanscrite, en général composés de deux ou trois mots.
De nos jours, les parents javanais et sundanais donnent le nom qu'ils veulent, quitte à l'inventer de toutes pièces. Ce nom peut comporter plusieurs éléments. Un exemple connu en France est celui de la chanteuse Anggun Cipta Sasmi. En javanais, anggun veut dire « élégant », « gracieux », cipta est un mot d'origine sanscrite signifiant « créer », et sasmi, également d'origine sanscrite, « rêve ». Les biographies françaises de la chanteuse en donnent la traduction officielle de « grâce créée dans un rêve ».
Dans les milieux musulmans orthodoxes, la tradition est de donner un nom arabe.

## Sumatra

### Pays batak
La société batak dans la province de Sumatra du Nord se caractérise par une organisation en clans ou marga. La marga est identifiée par un nom que porte ses membres. La personne porte en outre un nom personnel, qu'on peut assimiler à un prénom. L'usage est d'appeler une personne par son nom de clan.

### Régions malaises
À Sumatra, les Malais occupent le littoral oriental de l'île, depuis la province de Sumatra du Nord jusqu'à celle de Sumatra du Sud, et les îles Riau. La société malaise se veut musulmane. Les gens portent un nom personnel arabe. Le patronyme est inexistant.

### Pays minangkabau
La société minangkabau, dans la province de Sumatra occidental, est également organisée en clans, appelés suku. L'enfant porte le nom de clan de sa mère. Les Minangkabau ont en effet une tradition matrilinéaire. Ce nom de clan n'est en principe pas porté. Toutefois, certaines familles affichent leur nom de suku. Un exemple est « Chaniago ».
Les Minangkabau se définissent également comme musulmans. Un Minangkabau qui se convertit à une autre religion n'est traditionnellement plus reconnu comme tel.
Toutefois, les parents ne donnent pas nécessairement un prénom arabe à leurs enfants. Il n'est pas rare de voir des Minangkabau porter des noms « chrétiens », c'est-à-dire occidentaux. Un exemple est Emil Salim, ancien ministre de l'Environnement de Soeharto.